# Базилика Преображения Господня (Фавор)
Бази́лика Преображения Господня — церковь францисканского монастыря, построенная на горе Фавор в Израиле. Согласно древней христианской традиции Преображение Иисуса Христа произошло именно здесь. Местом Преображения считается каменный пол в крипте храма.

## История
Современный храм, часть францисканского монастырского комплекса, построен по проекту итальянского архитектора Антонио Барлуцци в 1924 году на самой вершине горы Фавор. Он воздвигнут на руинах древней византийской церкви IV-VI веков и католической монастырской церкви XII века, построенной крестоносцами. Часть руин этих древних разрушенных храмов видна перед собором, они обнаружены при его строительстве.
Русский игумен Даниил (1105–1106 года) и греческий священник Иоанн Фока (1177 год) сообщали о том, что место Преображения находится в католическом монастыре. В XIX веке по поводу места Преображения не было единого мнения: православные считали подлинным место Преображения в своём монастыре, католики в своём.   
Профессор Дмитриевский А. А. считал, что местом Преображения является участок, принадлежащий католикам, так как на нём раскопаны монументальные руины древних христианских храмов, постройка которых была результатом древнейших христианских преданий, связанных с этим местом.

## Архитектура
Храм выполнен в римско-сирийском стиле IV—VII веков. Фасад базилики поддерживается с боков двумя одинаковыми башнями, соединенными в центре огромной аркой, опирающейся на пилоны. Внутри базилика имеет три нефа; в главной алтарной апсиде находится мозаичное изображение Преображения. Оно сделано из золотистой мозаики, символизирующей Преображение Иисуса Христа на этой горе. Крипта сохранила некоторые архитектурные детали, относящиеся к византийской эпохе и периоду крестовых походов.
В путеводителе епископа Мефодия (Кульмана) эта базилика описывается следующим образом:

«Красивый фасад возникает из окружающих масс темного камня, многочисленных развалин отдельных зданий, храмов и келий. Видимо, здесь и наблюдались в средних веках 4 храма. Две башни фасада справа и слева от входа стоят над часовнями — одна во имя пр. Илии, а другая — Моисея, на месте древних им же посвященных малых церквей. Отсюда колоссальный корабль базилики ведет к главному алтарю, куда вниз ведут несколько мраморных ступеней, — древнему уровню места — здесь можно видеть камни первоначальной византийской базилики».

- Придел в честь пророка Илии
- Крипта базилики
- Крипта крупным планом
- Придел в честь пророка Моисея